# Істчестер (переписна місцевість, Нью-Йорк)
Істчестер (англ. Eastchester) — переписна місцевість (CDP) в США, в окрузі Вестчестер штату Нью-Йорк. Населення — 20 901 особа (2020).

## Географія
Істчестер розташований за координатами 40°57′30″ пн. ш. 73°48′27″ зх. д. / 40.95833° пн. ш. 73.80750° зх. д. (40.958347, -73.807489).  За даними Бюро перепису населення США в 2010 році переписна місцевість мала площу 8,76 км², з яких 8,53 км² — суходіл та 0,23 км² — водойми.

## Демографія
Згідно з переписом 2010 року, у переписній місцевості мешкали 19 554 особи в 7832 домогосподарствах у складі 5237 родин. Густота населення становила 2233 особи/км².  Було 8195 помешкань (936/км²).
Расовий склад населення:
| - 88,3 % — білих - 7,7 % — азіатів - 1,3 % — чорних або афроамериканців - 0,1 % — корінних американців - 1,2 % — осіб інших рас |

До двох чи більше рас належало 1,4 %. Частка іспаномовних становила 6,5 % від усіх жителів.
За віковим діапазоном населення розподілялося таким чином: 24,3 % — особи молодші 18 років, 57,0 % — особи у віці 18—64 років, 18,7 % — особи у віці 65 років та старші. Медіана віку мешканця становила 42,9 року. На 100 осіб жіночої статі у переписній місцевості припадало 89,4 чоловіків;  на 100 жінок у віці від 18 років та старших — 83,5 чоловіків також старших 18 років.
Середній дохід на одне домашнє господарство  становив 144 059 доларів США (медіана — 104 293), а середній дохід на одну сім'ю — 179 515 доларів (медіана — 138 828). Медіана доходів становила 92 321 долар для чоловіків та 67 376 доларів для жінок. За межею бідності перебувало 2,8 % осіб, у тому числі 2,4 % дітей у віці до 18 років та 4,6 % осіб у віці 65 років та старших.
Цивільне працевлаштоване населення становило 9826 осіб. Основні галузі зайнятості: освіта, охорона здоров'я та соціальна допомога — 29,3 %, науковці, спеціалісти, менеджери — 14,5 %, фінанси, страхування та нерухомість — 13,5 %.